# Klubina
Klubina (Hongaars: Kelebény) is een Slowaakse gemeente in de regio Žilina, en maakt deel uit van het district Čadca.
Klubina telt 543 inwoners.